# Советское военное обозрение
Советское военное обозрение — советский ежемесячный иллюстрированный военно-политический журнал Министерства обороны СССР (издательство «Красная звезда»), выпускавшийся в 1965—1989 годах на русском, английском, французском, испанском, португальском, арабском языках и языке дари.

## История
Решением ЦК КПСС Министерству обороны СССР и Главному политическому управлению Советской Армии и Военно-Морского Флота было поручено организовать создание печатного издания на иностранных языках для освещения деятельности КПСС и Советского правительства по вопросам военного строительства, истории и боевого опыта Вооружённых Сил СССР, достижений советской экономики, науки, техники и культуры.
Журнал и его иностранные редакции возглавили офицеры-филологи, выпускники Военного института иностранных языков.
В январе 1965 года вышли в свет первые номера журнала на английском и французском языках: «Soviet Military Review» и «Revue Militaire Sovietique». С сентября 1971 года журнал стал выходить на арабском языке, с июля 1972 года — на испанском языке, с января 1978 года — на русском языке, для проживающих за рубежом иностранцев-выпускников военно-учебных заведений СССР, желающих поддерживать знания русского языка. С января 1979 года журнал стал выходить на португальском языке, с 1983 года — на языке дари.
Доставка журнала подписчикам осуществлялась как по международной почте, так и по военным каналам: он направлялся военным атташе при советских посольствах, в группы советских военных советников и специалистов за рубежом, с официальными советскими военными делегациями, выезжавшими за рубеж.
В 1980-е годы журнал распространялся в 110 странах мира. В штате редакции состояло 72 сотрудника, в состав редакции входили шесть иностранных редакций, фотолаборатория, секретариат, машинописное бюро и канцелярия.
В декабре 1989 года редакция журнала была расформирована.
Главные редакторы
- 1965—1967 — полковник Деревянко Пётр Михайлович
- 1967—1977 — полковник Коркешкин Анатолий Петрович
- 1977—1982 — генерал-майор Кучин Валентин Дмитриевич, арабист, кандидат философских наук
- 1982—1986 — капитан I ранга Чихачёв Николай Иванович, кандидат исторических наук, профессор
- 1986—1989 — полковник Великанов Николай Тимофеевич